# Кудюров, Филипп Федорович
Фили́пп Фёдорович Кудюров (10 ноября (29 октября) 1898 года — 21 декабря 1941 года) — советский военачальник, полковник, командир 40-й кавалерийской дивизии (1941). Погиб в бою.

## Биография
Родился 1898 году в городе Оренбург Оренбургской губернии в крестьянской семье. До службы в армии Ф. Ф. Кудюров проживал с родителями в с. Курьяновка Павловской волости Бузулукского уезда Самарской губернии, работал пастухом и на сахарном заводе. После смерти родителей с марта 1910 года был воспитанником 189-го Измайловского пехотного полка. 
В Первую мировую войну с мая по август 1917 года, будучи членом ротного комитета солдатских депутатов 243-го пехотного полка в слободе Новониколаевск, проводил агитацию против отправки на фронт маршевых частей, за что был арестован и после 30-суточного карцера в начале октября направлен в прифронтовые части в местечко Сарны. Октябрьскую революцию встретил там же во 2-го Оренбургском казачьем полку в чине младшего урядника. 

### Гражданская война
С декабря 1917 года Ф. Ф. Кудюров состоял в красногвардейском партизанском отряде Титова командиром эскадрона. В августе 1918 года перешел из отряда в 31-ю Туркестанскую стрелковую дивизию, где командовал эскадроном 34-го Советского полка. Участвовал в подавлении мятежа Чехословацкого корпуса на Уральском фронте, а также в боях с белоказаками генерала А. И. Дутова в районах Самара, Бузулук, Оренбург, Актюбинск. 
В марте - июне 1919 года будучи начальником Павловского партизанского отряда, а позже командиром эскадрона в 3-й кавалерийской дивизии участвовал в боях с войсками адмирала А. В. Колчака в районах Бугуруслана и Уфы. За захват переправы через реку Сим у пристани Куляховская в тылу колчаковских войск был награжден орденом Красного Знамени. В июле 1919 года в составе 31-й стрелковой дивизии убыл на Южный фронт, где сражался с войсками генералов А. И. Деникина и П. Н. Краснова под Новочеркасском, Таганрогом, Ростовом-на-Дону, Новороссийском, Азовом, Ейском, Воронежем и Лиски. С февраля 1920 года командир эскадрона, а позже помощник командира 15-го Инзенского кавалерийского полка 15-й Инзенской стрелковой дивизии. В июле при формировании 2-й конной армии полк вошел в состав 21-й кавалерийской дивизии и был преобразован в 126-й кавалерийский полк, а Ф. Ф. Кудюров был назначен его командиром. Командуя этим полком, участвовал в боях с войсками генерала П. Н. Врангеля под Ореховым, Александровском, Мелитополем и в Крыму. 

### Карьера в РККА
С январе 1921 года полк получил наименование 56-го кавалерийского, в его составе Кудюров командиром эскадрона участвовал в борьбе с бандитизмом в Саратовской и Алтайской губерниях. 
Окончил повторные курсы среднего комсостава при 3-й отдельной армии Зап.-Сиб. ВО в г. Новониколаевск в 1922 году.
В сентябре 1922 года Ф. Ф. Кудюров назначен в 47-й кавалерийский полк 6-й отдельной Алтайской кавалерийской бригады, в котором занимал должности командира взвода, заведующего оружием. В августе 1923 г. переведен командиром эскадрона 77-го кавалерийского полка этой бригады, который в составе Туркестанского фронта сражался с басмачами в Ферганской долине и Восточной Бухаре. 
С сентября 1925 по октябрь 1926 года слушатель на кавалерийских КУКС РККА в  Новочеркасске. После их окончания назначен начальником полковой школы 77-го кавалерийского полка. В декабре 1930 г. Ф. Ф. Кудюров переводится в 6-ю кавалерийскую дивизию БВО, где исполнял должность помощника командира 31-го, затем 34-го кавалерийских полков. С декабря 1935 года командовал 40-м кавалерийским полком 7-й кавалерийской дивизии 3-го кавалерийского корпуса БОВО в городе Минск.
В июле 1940 года назначен командиром 7-го моторизованного полка 7-й танковой дивизии. В марте 1941 года вступил в командование 205-й моторизованной дивизией 14-го механизированного корпуса 4-й армии Западного особого военного округа.

### Великая Отечественная война
С 26 июля 1941 года командовал 40-й кавалерийской дивизией, которая формировалась в Северо-Кавказском военном округе. В августе 1941 года дивизия вошла в состав 51-й армии войск Крыма и участвовала в боях с соединениями 11-й немецкой армии. Погиб в бою 21-го декабря 1941 года в ходе отражения второго штурма Севастополя.
21 декабря противник выбился из графика, не успевая закончить свой выход к Северной бухте к установленному сроку и яростно атаковал весь день. Наиболее ожесточенные бои развернулись за высоту 192,0 м, которая в течение дня четыре раза переходила из рук в руки, но в конечном итоге осталась за немцами. 388-я стрелковая дивизия потеряла в этих боях до половины личного состава, а 40-я кавалерийская — своего командира полковника Ф. Ф. Кудюрова, который был убит снарядом штурмового орудия в тот момент, когда он сам встал к противотанковой пушке.
Похоронен в городе Севастополе на Малаховом кургане, неподалеку от памятника В. А. Корнилову. После освобождения города перезахоронен на Воинском кладбище в поселке Дергачи.

## Награды[1]
- 2 ордена Красного Знамени,
- медалью «XX лет РККА»,
- дважды награждён наградным оружием (револьвер и шашка).

## Память
Именем Ф. Ф. Кудюрова была названа улица в Нахимовском районе города Севастополь. Она расположена между улицами Седова и Циолковского.